# Стельмащук Степан Ількович
Степан Ількович Стельмащук (8 жовтня 1925, Скородинці — 5 січня 2011, Львів) — педагог, хоровий дириґент, композитор, фольклорист, есеїст, активний член НТШ, культурно-громадський діяч, професор.

## Біографія
Він народився в селі Скородинці Чортківського ррайону Тернопільської області 8 жовтня 1925 року у селянській родині рільника і теслі Ілька та Анни Стельмащуків.
Музичну освіту отримав спочатку у Львівському музичному училищі (1950—1954), а потім у Львівській консерваторії (1954—1959, диригентсько-хоровий факультет, клас В. Василевича, М. Антківа). Ще під час навчання на третьому курсі консерваторії, С. Стельмащук одночасно став керівником хору студентів музично-філологічної спеціальності Львівського педагогічного інституту, який з січня 1960 року перебазувався до Дрогобича.
Помер Степан Стельмащук 5 січня 2011 року у Львові.

## Музичні твори
Значний спадок композитора і у галузі духовної музики. У 2007 році вийшла друком його «Служба Божа. Для мішаного хору», яка була написана протягом 1949—1951 років у безбожні радянські часи і завершена у 1988—1992 роках. Відомі багато колядок в обробці С. Стельмащука. Написав музику до поезії: Т. Шевченка, М. Шашкевича, С. Руданського, М. Старицького, І. Франка, Уляни Кравченко, Б. Грінченка, Р. Купчинського, Ю. Шкрумеляка, В. Сосюри, Яра Славутича, Янки Купали.